# (4479) Charlieparker
(4479) Charlieparker est un astéroïde de la ceinture principale.

## Description
(4479) Charlieparker est un astéroïde de la ceinture principale. Il fut découvert par Henri Debehogne le 10 février 1985 à l'ESO. Il présente une orbite caractérisée par un demi-grand axe de 2,75 UA, une excentricité de 0,1 et une inclinaison de 5,31° par rapport à l'écliptique.
Il fut nommé en hommage à Charlie Parker (1920-1955), dit « Bird », un des plus grands musiciens saxophonistes.

## Compléments